# Lorenzo Giovannetti
Lorenzo Giovannetti (Pietrasanta, 11 novembre 1997) è un hockeista su pista italiano.

## Carriera
È cresciuto sportivamente nelle file del Forte dei Marmi, formazione con cui ha debuttato nelle maggiori competizioni nazionali e internazionali. A livello di club ha militato anche nell'Amatori Lodi.

## Palmarès
- Campionato italiano: 1

Forte dei Marmi: 2018-2019
- Supercoppa italiana: 2

Forte dei Marmi: 2019, 2021